# پورتو دو سان
پورتو دو سان (به اسپانیایی: Puerto del Son) یکی از دهستان‌های اسپانیا است.

## خصوصیات
پورتو دو سان ۹۴٫۵۸ کیلومترمربع مساحت و ۹٬۶۱۳ نفر جمعیت دارد.

## نگارخانه

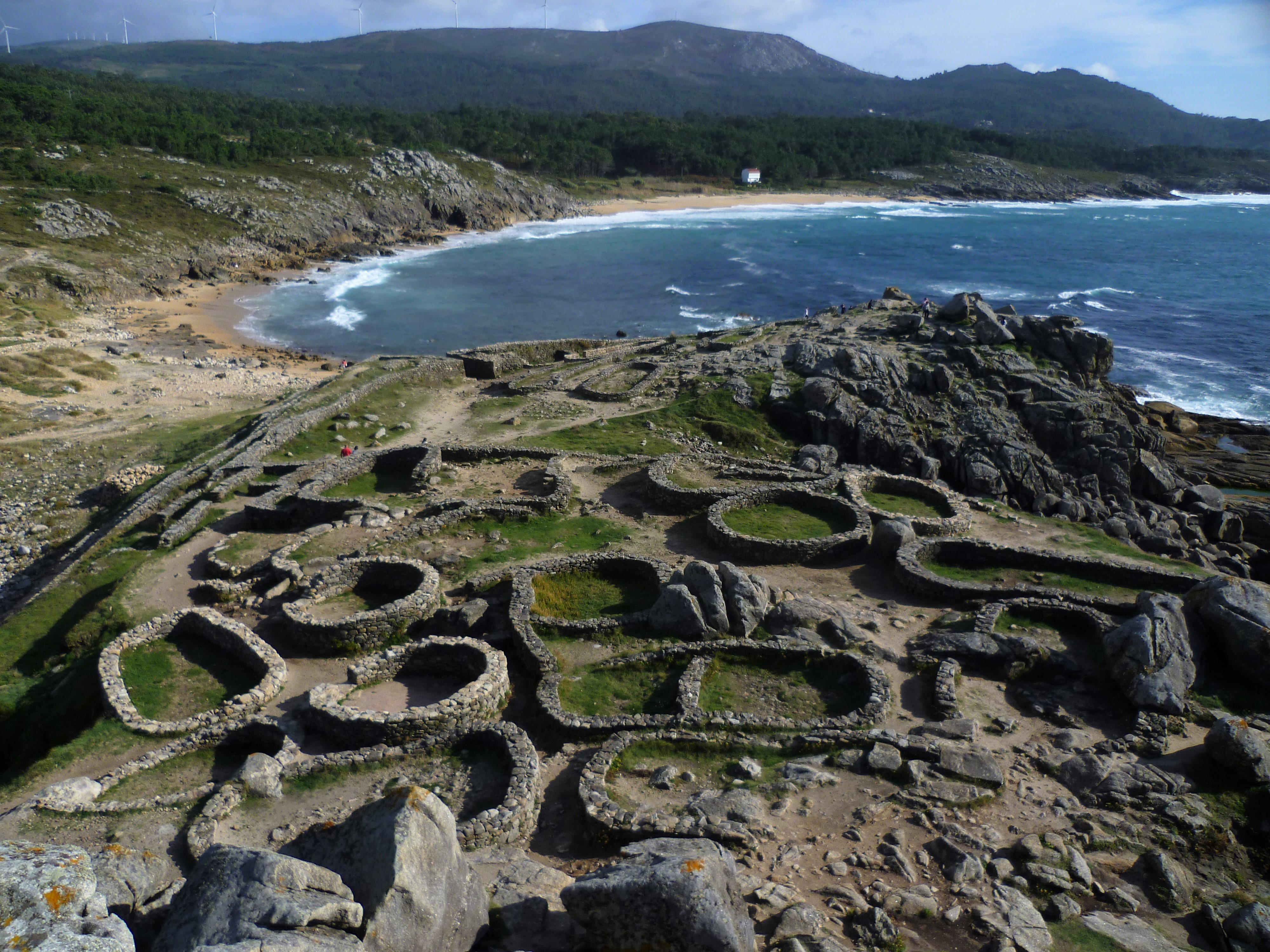
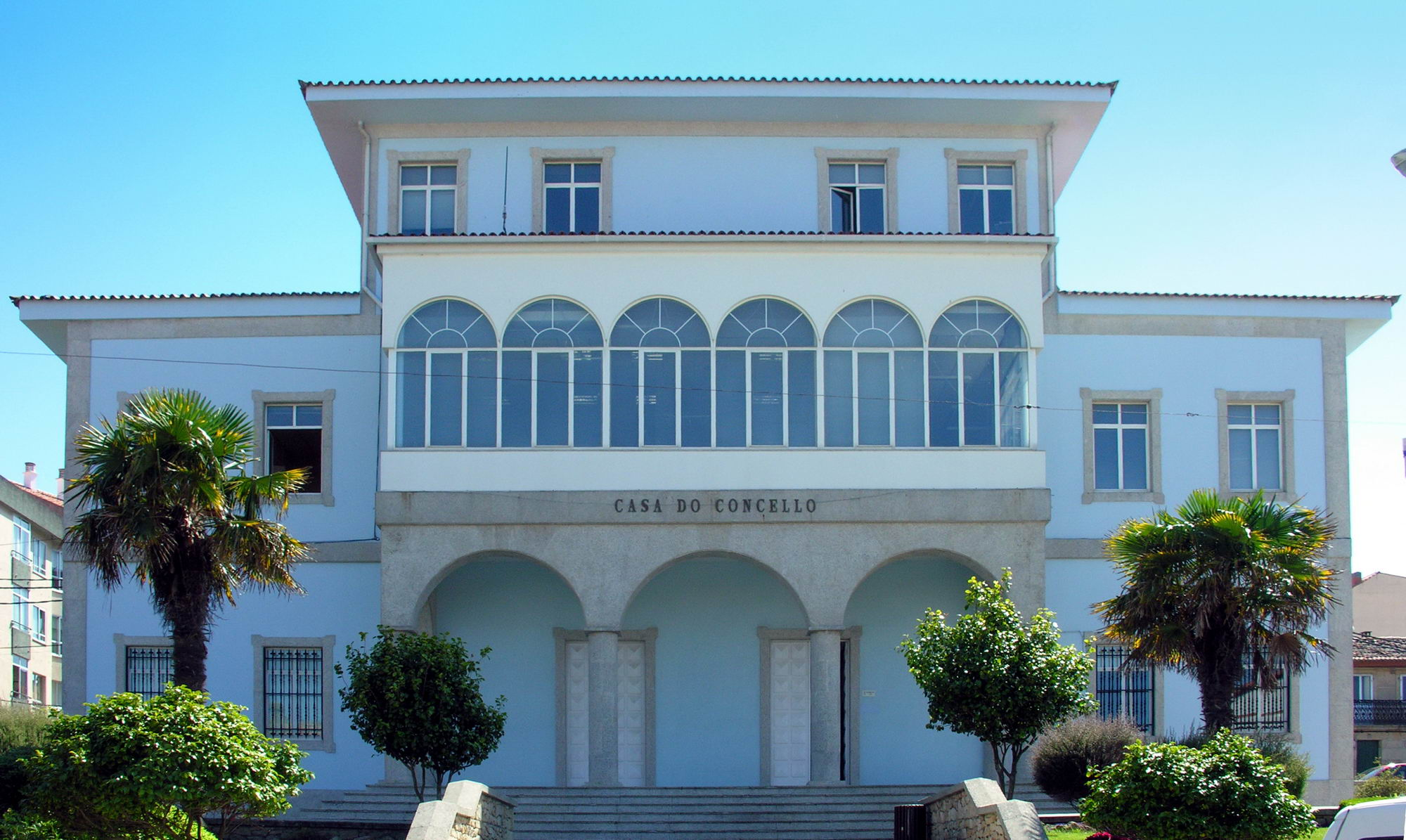
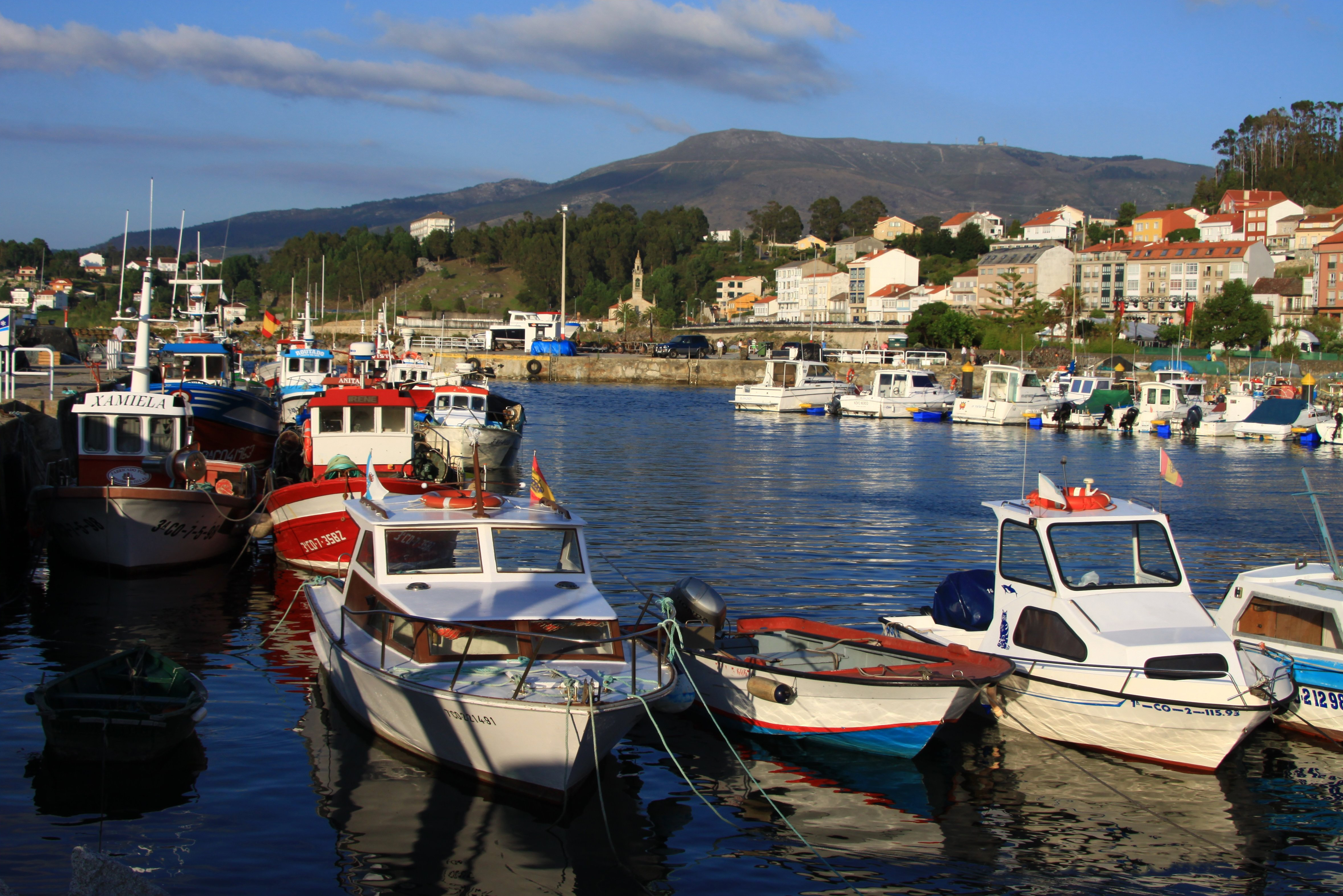
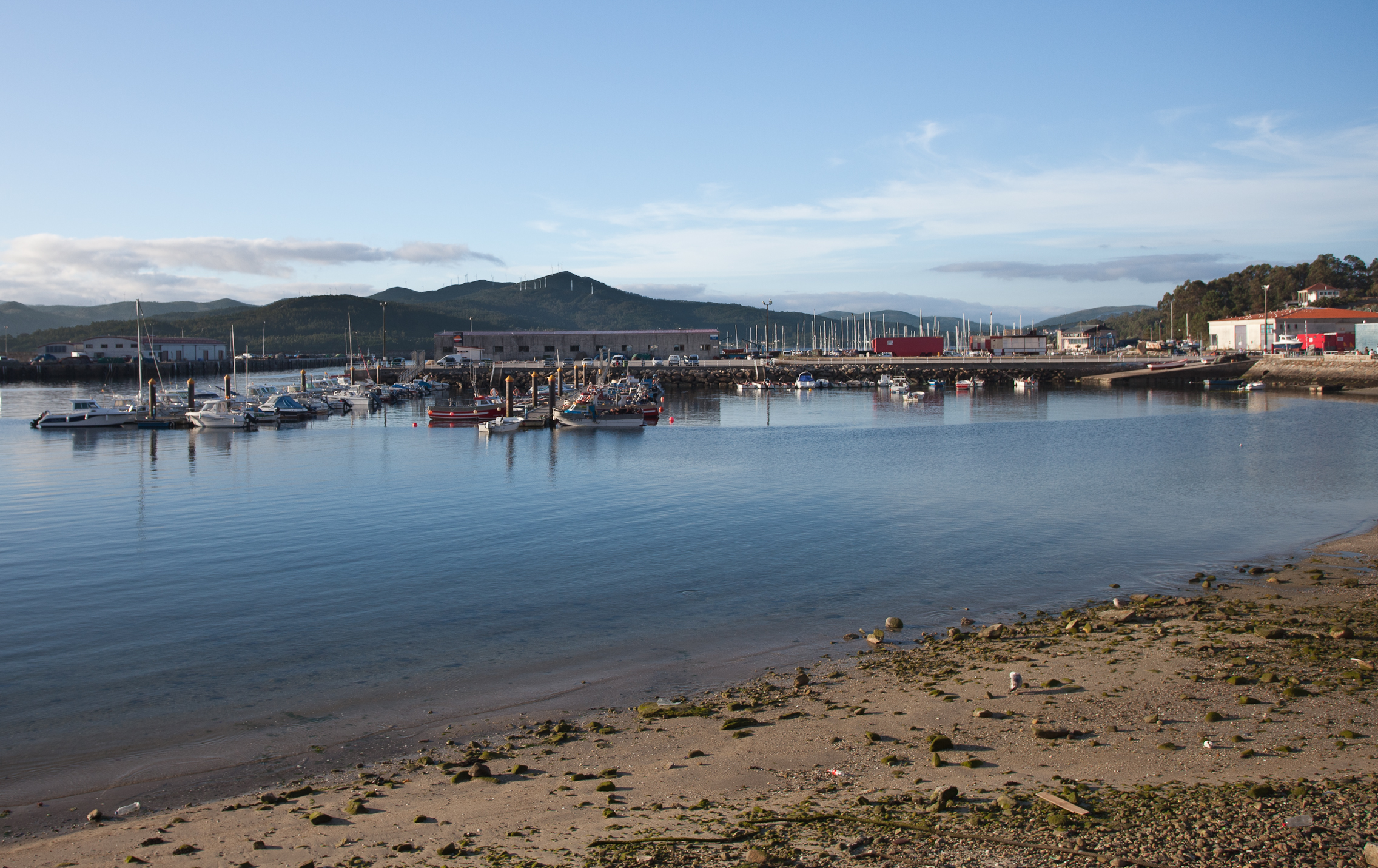